# Acanthomysis quadrispinosa
Acanthomysis quadrispinosa är en kräftdjursart som beskrevs av Nouvel 1965. Acanthomysis quadrispinosa ingår i släktet Acanthomysis och familjen Mysidae. Inga underarter finns listade i Catalogue of Life.